# Shogun (gioco)
Shogun è un gioco da tavolo strategico di Dirk Henn pubblicato da Queen Games, ambientato nel Giappone del periodo Sengoku. Nei panni di un daimyō ogni giocatore tenta di conquistare le regioni avversarie sviluppando le proprie unità.

## Sistema di gioco
Il sistema di gioco di Shogun è analogo a quello di Wallenstein, dove i combattimenti tra unità si risolvono per mezzo di una Cubetower (Torre dei cubi) nella quale le truppe, rappresentate appunto da cubetti, vengono fatte cadere dalla cima e si raccolgono alla base della torre: il numero dei diversi cubetti caduti determina l'esito delle battaglie. La caduta infatti è ostacolata da due piani di cartone, per cui molto spesso non tutti i cubetti introdotti nell'ultimo turno arriveranno alla base, ma rimarranno all'interno della torre: nelle battaglie successive potranno però cadere, mantenendo così un "effetto memoria" all'interno del gioco.
In questo modo si tenta di mitigare l'assoluta aleatorietà che si avrebbe risolvendo le battaglie per mezzo di dadi: difatti mentre con una serie di tiri sfortunati un piccolo esercito può sconfiggerne un altro anche di molto più grande (come può avvenire ad esempio nel RisiKo!), con la Cubetower si può ottenere lo stesso esito, ma non si penalizzano totalmente gli sforzi di chi ha formato un esercito più grande, poiché i cubetti rimasti nella torre possono benissimo cadere già allo scontro successivo.

## Premi e riconoscimenti
- 2007: Golden Geek Board Game of the Year e Best Gamer's Board Game[1]